# Billy Burch
William „Billy“ Burch (* 20. November 1900 in Yonkers, New York; † 30. Dezember 1950) war ein US-amerikanischer Eishockeyspieler, der von 1922 bis 1933 für die Hamilton Tigers, New York Americans, Chicago Black Hawks und Boston Bruins in der National Hockey League spielte.

## Karriere
Billy Burch wird häufig als einer der ersten US-Amerikaner bezeichnet, der sich als Spieler in der NHL durchsetzen konnte. Er war aber bereits in jungen Jahren nach Toronto gezogen und lernte dort das Eishockeyspielen. Zusammen mit Lionel Conacher spielte er Football und holte den Titel des Ontario Union Champions. Schon im Nachwuchs holte er auch im Eishockey den kanadischen Juniorentitel und spielte hier wieder zusammen mit Lionel Conacher und Roy Worters, die beide später ebenfalls in die Hockey Hall of Fame aufgenommen wurden.
Seine stärkste Zeit hatte er mit den Hamilton Tigers, doch dass es auch seine erfolgreichste wurde, verhinderte ein Streik des Teams in der Saison 1924/25, bei dem die Tigers nicht zum NHL-Finale antraten und für Burch so eine gute Chance auf seinen einzigen Stanley Cup verstrich.
1974 wurde er mit der Aufnahme in die Hockey Hall of Fame geehrt.

## Erfolge und Auszeichnungen
- 1920 Memorial-Cup-Gewinn mit den Toronto Canoe Club Paddlers
- 1925 Hart Memorial Trophy
- 1927 Lady Byng Memorial Trophy